# مياندارزرنة
مياندارزرنة (بالفارسية: میاندارزرنه) هي مستوطنة تقع في قسم زرنة الريفي (مقاطعة إيوان) في إيران. يقدر عدد سكانها بـ 33 نسمة .